# コミックマーケットのジャンルコード
コミックマーケットのジャンルコードにおいては、同人誌即売会コミックマーケットのジャンルコードの一覧を示す。コミックマーケットでは事務処理の効率化をはかるため、出展を希望するサークルを取り扱う頒布物のジャンルで分類している。サークルの出展位置や出展日はこのジャンルによって決定される。ジャンルの設定や分類は毎回、細かい変更や調整が加えられており、それらの変遷を追うことで、開催時に流行となった漫画・アニメ・ゲームといったサブカルチャーの潮流を知ることができる。

## ジャンルの設定
ジャンルの分け方は、二次創作を中心とするサークル（FC：ファンサークル）の場合は初めて世に出た（初出）作品ごとに分かれる。例えば漫画であれば、掲載誌ごとの区切りで少年漫画・少女漫画・青年漫画に分けられる。そして「週刊少年ジャンプ」などその掲載作だけで多数のサークルが存在するものは雑誌単独のジャンルが作られ、さらに『テニスの王子様』などその時期の流行によってサークル数が多くなった単独の作品でのジャンルが分置される。
また「初出作品を元に作られた作品」はジャンルが違えど同じカテゴリに入れるという原則が存在しており、これを間違えるとジャンルの不備として扱われ、落選させられることもある。例としては「アニメが初出」のガンダムシリーズを原作とする形でメディアミックス展開された小説、漫画、ゲームを、それぞれのジャンルで（作品別に）取り扱わず、全て一律に「ガンダム」として取り扱う。
しかし、このように厳格に取り扱われるわけではなく、どの作品・題材をどのジャンルに入れるかは作品に申込サークルの傾向や参加者からのアンケート結果などにより、毎年のように細かいレベルで変更や調整が加えられている。コミックマーケット72（2006年夏）を例に取ると、競馬・競輪などの公営ギャンブルの扱いに準じて「スポーツ」ジャンルに含められていたパチンコ・パチスロが、萌えスロの流行などの理由により「ゲーム（その他）」の中に変更されている。
ジャンルごとの開催日やホール内の場所は、参加者の層（男女・年齢）が似かよっていると思われるジャンルが同じ開催日にまとめられ、ホール内の場所も近く配置されることが多いが、特定の場所に混雑が集中することを避けるため、全く違う傾向のジャンルが隣接することや、特定ジャンルの同日開催イベント（コンサートなど）に配慮して配置されることもある。カタログなどでは「お目当てのサークル以外にもいろいろ回ってみよう」と、参加者が幅広いジャンルに触れることが推奨されている（もっとも、現実的には一人で全てのスペースを回ることは困難である）。
他の企業系同人イベントと異なり、現在はジャンルの区分が曖昧な「よろず」は存在しないことになっている。ただし、一部の大手サークルは、列整理の都合上、本来の申込ジャンルの他のサークルから離れた場所・日程に配置されることがあり、カタログでは便宜上「ノンジャンル」として案内されることがある（以前は「その他」の一部として案内していたが、「その他」は「よろず」ジャンルを意味しない。#その他で後述）。「ノンジャンル」というコードが存在するわけではないので注意。
サークルの活動内容によっては、参加するジャンルを複数から選べることもある。たとえば、学校の部活動・サークルは通常は「学漫」ジャンルでの申込になるが、創作少年漫画が活動の中心なら、「創作（少年）」ジャンルで申し込んでもかまわない。比較的無名のジャンルであると、複数のジャンルに散らばってサークルが配置されることも珍しくない。
以下に一覧を記述する。なお、毎回なんらかの変更が加えられており、これまで割り当てられていたジャンルコードの統廃合による消滅などもあるため、実際に参加などをする際には参加する回の申込書セットやカタログ、公式サイトで最新のジャンルコードと過去の「配置担当者より一言」を確認のこと（なお、コミックマーケット91より全面的にジャンルコードが変更されている）。

## ジャンルコード

### マンガ
- 創作（少年） : オリジナル作品で少年漫画風のもの。青年漫画風もこことなる。
- 創作（少女） : オリジナル作品で少女漫画風のもの。女性漫画風もこことなる。
- 創作（JUNE/BL） : オリジナル作品でやおいを題材としたもの。男性向けゲイコミックもここに配置される。
- 学漫 : 学校の「漫画研究会」などの部活・サークルによる発行物。汎学校間組織であってもこのジャンルでの参加は可能であるが、学校名（汎学校間組織であればどういう立場で「学漫」に申し込むのか）がわからない場合、書類の不備となる。
- 評論・情報 : 評論と名が付けばあらゆるジャンルを内包する。ただし、アニメ・ゲーム・特撮に関する評論は、それぞれのジャンルで申し込む必要がある。幅広い分野を内包する「コミケの縮図」とも言えるジャンルであり、コミケット以外に参加しないサークルの割合が群を抜いて高いため、ここをコミケットの醍醐味とする参加者も少なくない。自主企画または企業系同人イベントの主催もここに含まれ、サブジャンル「同人イベント」は企業名義でのサークル参加が唯一許されるジャンルでもある。もし、自分のジャンルが何処になるのかわからなければこのジャンルを選び「○○の評論」と付け加えれば無難である。同人界とは縁のない一般人からは「ノンフィクション」と呼ばれるジャンル群である。なお、「その他」で申し込んだサークルは、過去の例では評論・情報に隣接、あるいは内包して配置されている。
- FC（少年） : 少年漫画家・作品のファンクラブ（Fan Club）[注 2] および、二次創作で少年漫画を題材としたもの。また手塚治虫、石ノ森章太郎、高橋留美子、皆川亮二の作品については題材が違えどこちらに誘導している。また、『週刊少年サンデー』『週刊少年マガジン』『週刊少年チャンピオン』の全作品はここに配置される。
  - 留美子 C32（1987夏） - C47（1994冬）（C45以降、魔法少女と統合）
  - 弱虫ペダル C91（2016冬） - C95（2018冬）：舞台版・実写ドラマ版が題材になっているものはここではなく「TV・映画・芸能」に分類される。
  - 進撃の巨人 C91（2016冬） -  C98（2020GW）：作品の完結が近づいたとして統合された。
  - ダイヤのA C91（2016冬） - C93（2017冬）
  - 名探偵コナン C96（2019夏） - C105（2024冬）：その他の青山剛昌作品もここに含まれる。
- FC（少女） : 少女漫画家・作品のファンクラブおよび、二次創作で少女漫画を題材としたもの。FC（女性）のジャンルコードが存在しないため、女性漫画を題材としたものもこちらに含まれた。C91からは「FC（少女・青年）」に統合。
- FC（青年） : 青年漫画家・作品のファンクラブおよび、二次創作で青年漫画を題材としたもの。『まんがタウン』や『まんがタイムグループ』といった4コマ漫画も概ねこちらに配置される。C91からは「FC（少女・青年）」に統合。
- FC（少女・青年） :FC（少女）とFC（青年）を統合したジャンルコード。C91（2016年冬）から使用開始。
  - ヘタリア C77（2009冬） - C99（2021冬）：C100からは「FC（ジャンプその他）」に統合。
  - 血界戦線 C91（2016冬） - C96（2019夏）：FC（ジャンプその他）に誤って申込むことが多発したことから、独立した。その他の内藤泰弘作品もここに含まれる。C97からは「FC（ジャンプその他）」に統合。
- FC（ガンガン） : 『ヤングガンガン』もここに含まれていた。衰退に伴いC90で廃止され、C91より「FC（少年）」に統合。
  - 鋼の錬金術師 C67（2004夏） - C79（2010冬）
- FC（ジャンプその他） : 単体コードがある作品を除いて、すべてのジャンプ系少年誌と青年誌では『ジャンプスクエア』（統合前では『スーパージャンプ』）掲載作がこのジャンル。また、ジャンプではないが『コミックバンチ』掲載作もこのジャンルになる。ただし、ジャンプ系青年誌のうち『週刊ヤングジャンプ』『ウルトラジャンプ』『グランドジャンプ』掲載作はFC（青年）として扱われる[注 3]。
  - 星矢 C32（1987夏） - C49（1995冬）
  - C翼 C32（1987夏） - C57（1999冬）
  - 幽遊白書 C45（1993冬） - C63（2002冬）:『レベルE』や『HUNTER×HUNTER』もここに含まれる。C57（1999冬）からは冨樫義博にコード名および番号を変更。
  - SLAM DUNK C46（1994夏） - C63（2002冬）
  - FC（ジャンプ球技） : C64（2003夏） - C76（2009夏）・C85（2013冬） : 「SLAM DUNK」のコードを解体するに当たり、当時サークル数は多いものの単体でコードを作るには至らない、球技を主な題材とした週刊少年ジャンプ掲載作を1つのジャンルとすることで成り立った。
  - ワンピース C59（2000冬） - C87（2014冬）
  - NARUTO C60（2001夏） - C87（2014冬）
  - テニスの王子様 C63（2002冬） - C90（2016夏）: ミュージカル作品が題材になっているものはここではなく「TV・映画・芸能」に分類される。
  - 銀魂 C72（2007夏） - C90（2016夏）
  - REBORN! C72（2007夏） - C87（2014冬）
  - ワールドトリガー C91（2016冬） - C96（2019夏）
  - 黒子のバスケ C91（2016冬） - C99（2021冬）：C83（2012冬）は脅迫事件の影響で頒布が規制された。
  - ハイキュー!! C91（2016冬） - C99（2021冬）

### ゲーム
- 同人ソフト : オリジナル・二次創作問わず、ソフトウェア、ハードウェアでの頒布の場合このジャンルになる。同人ソフトを題材にした二次創作（同人の同人）もこのジャンルになる。
  - 東方Project C76（2009夏） - : サークル数の増大に伴い「同人ソフト」から分割された。東方Projectに関するありとあらゆる創作（同人ソフト、グッズ、イラスト、漫画、音楽アレンジ、コスプレなど）を扱う。
- デジタル（その他） : ビデオ・CD・レコードなどの媒体頒布。VOCALOID及びそれを題材とした二次創作、2ちゃんねるやニコニコ動画などのネット上のコンテンツ、YouTuberやニコニコ生放送の生主を始めとする動画配信者とそれに対するファン活動もこちらに入る。Sound Horizonは元々は当ジャンルでの扱いであったが、C97から「アニメ（その他）」に移動。注意点として、日本音楽著作権協会（JASRAC）を始めとする音楽著作権管理団体が管理する楽曲のアレンジ・カバーを施した作品を頒布する場合は、管理団体への届出を行う必要がある[注 4]。
  - コスプレ C82（2012夏） - : コスプレ写真集やコスプレ用衣装・アクセサリーを頒布する場合、こちらに該当する。
  - VTuber C98（2020GW） -：VTuberの配信者本人だけでなく、VTuberを元にしたファン活動も対象になる。
- ギャルゲー : エロゲーもこのジャンルになる。
  - Leaf&Key C60(2001夏) - C85(2013冬): Leafのブランド元であるアクアプラスや、過去の経緯からTacticsの『同棲』、『MOON.』、『ONE 〜輝く季節へ〜』も含まれる。また、テレビアニメ『Angel Beats!』もこのジャンルに含む。
  - TYPE-MOON C68（2005夏） - :『月姫』など、法人化以前の（同人作品として発表された）作品も「同人ソフト」からこちらに移された。『Fate/Grand Order』もこのジャンルの管轄となる。
  - アイドルマスター C91（2016冬） - ：『SideM』は「ゲーム（恋愛）」→「ゲーム（ソーシャル女性向）」となるが、このジャンルでも申し込み可能。
  - ラブライブ! C91（2016冬） - ：『サンシャイン!!』（及び『幻日のヨハネ』）『虹ヶ咲学園スクールアイドル同好会』『スーパースター!!』『蓮ノ空女学院スクールアイドルクラブ』も含まれる。『スクールアイドルミュージカル』も「TV・映画・芸能・特撮」ではなく本ジャンルの管轄となる。
- ゲーム（その他） : パチンコやパチスロもこのジャンルになる。
  - ゲーム（格闘） C48（1995夏） - C81（2011冬）
  - ゲーム（歴史） C73（2007冬） - C90（2016夏）: 『三國志シリーズ』・『信長の野望シリーズ』などのシミュレーションゲーム、『無双シリーズ』・『戦国BASARAシリーズ』といったアクションゲームなど、ジャンルは問わない。C90（2016夏）でゲーム（その他）に統合。
- ゲーム（電源不要） : カードゲーム、テーブルトークRPGや『モノポリー』や『人生ゲーム』などの市販ボードゲーム、リアル脱出ゲームなど。自主制作のアナログゲームそのものもこのジャンルになる。カジノゲームは含まれない。囲碁・将棋・麻雀・プレイバイEメール・プレイバイウェブはC91（2016年冬）からこのジャンルに指定されている。
- ゲーム（ネット・ソーシャル）: C90までは「オンラインゲーム」であった。MMORPG、ソーシャルゲーム、ブラウザゲームがこのカテゴリ。ただしC83（2012年冬）以降、スクウェア・エニックス関連の『ファイナルファンタジーシリーズ』などは「スクウェア・エニックス（RPG）」とされる。
  - 艦これ C86（2014年夏） - : 「東方Project」同様、サークル数の増大に伴い「オンラインゲーム」から分割された。
  - アズールレーン C95（2018年冬） - ：「艦これ」同様、サークル数の増大に伴い「ゲーム（ネット・ソーシャル）」から分割。
  - ウマ娘 C101（2022年冬） - ：上記2ジャンル同様にサークル数の増大に伴い「ゲーム（ネット・ソーシャル）」から分割。なお、本ジャンルにおいて性的描写を含む作品の頒布は、公式の二次創作ガイドラインにより禁止されている[1][注 5]。
  - ブルーアーカイブ C103（2023年冬） - ：上記ジャンル同様にサークル数の増大に伴い「ゲーム（ネット・ソーシャル）」から分割。
- ゲーム（RPG）
  - スクウェア・エニックス（RPG） : C82（2012年夏）までは『FF11』などは「オンラインゲーム」とされた。『ドラゴンクエストシリーズ』もこちらに含まれる。注意点として、『いただきストリート』シリーズや『ガンスリンガー ストラトス』など、RPGではない作品は「ゲーム（その他）」として扱われる。
- ゲーム（恋愛・ソーシャル女性向） C100（2020冬） - ：「ゲーム（恋愛）」と「ゲーム（ソーシャル女性向）」を統合し、名称を変更。
  - ゲーム（恋愛） C50（1996夏） - C99（2021冬）：発足当時は「ゲーム（育成）」であったが、C60（2001年夏）より名称変更。主に乙女ゲームなど女性向けのものを取り扱い、男性向けは「ギャルゲー」などになる。同人ゲームでも内容が女性向けの場合こちらに申し込むことが推奨されているが、サークル参加者が望む場合は同人ソフトで申し込むことも可能である。
  - 刀剣乱舞 C89(2015冬) - : 「東方Project」「艦これ」同様、サークル数の増大に伴い「ゲーム（恋愛）」から分割された。
  - ゲーム（ソーシャル女性向） C93（2017冬） - C99（2021冬）：ソーシャルゲームのうち男性キャラ（男性アイドル等）中心など女性向けの作品はこちらで扱う。『ディズニー ツイステッドワンダーランド』も暫定的にここに配置される。
    - あんさんぶるスターズ! C91（2016冬） - C98（2020GW）：サークル数の増大に伴い「ゲーム（恋愛）」から分割された。

### 男性向
- 男性向創作 : 成人男性を主たる頒布対象とし、性描写に重きを置く頒布の場合このジャンルとなる。原作作品によってジャンルが分けられている他ジャンルと異なり、創作、アニメ、ゲームの区別なく一つのジャンルコードが割り当てられている（下の3つは便宜上の区分であり、カタログ上はいずれも「男性向創作」として案内される）。ジャンルの性格上、同じ原作の二次創作を扱うサークルが当ジャンルとそれぞれの作品に対応するジャンルとに分かれていることも多い。C96からC98は会場の規模縮小と4日間開催にともない、3日目と4日目に振り分けられる。
  - 創作（男性向） : 頒布物がオリジナルのいわゆる成人向け漫画であるもの（第1号は無気力プロが1979年に創刊した『シベール』とされる）。
  - アニメ（男性向） : アニメの二次創作で内容が成人向けのもの。
  - ゲーム（男性向） : ゲームの二次創作で内容が成人向けのもの。独立したジャンルコードがある作品でも成人向けの場合はこのジャンルとなる。

### アニメ
- アニメ（その他） : 声優のファンサークルもこのジャンルになる。『ポケットモンスター』及びその関連作品は初出がゲームであるがこのジャンル。
  - 魔法少女 C42（1992夏） - C49（1995冬）（C42のみ、ナディア・魔法少女） : アニメが初出の魔法少女作品を扱う。そうでないものはそれぞれのジャンルで取り扱う[注 6]。本来『プリキュアシリーズ』や『魔法少女まどか☆マギカ』（『マギアレコード』などの外伝作品も含む）はこのジャンルに入るはずであったが、当ジャンルはすでに消滅していたため、当初は「アニメ（その他）」、その後「アニメ（少女）」となった。
    - セーラームーン C48（1995夏） - C55（1998冬）

  - アニメ（少年） C50（1996夏） - C59（2000冬）
  - アニメ（少女） C50（1996夏） - C67（2004夏）、C94（2018夏） - ：『プリキュアシリーズ』『プリティーシリーズ』（『キンプリ』は「アニメ（その他）」扱い）『アイカツ!シリーズ』等の少女向けアニメのほか、対象を問わずアニメが初出の魔法少女作品も含む。C68で「アニメ（その他）」に統合されたが、C94より再分割された。
  - おそ松さん C91（2016冬） - C96（2019夏）：サークル数の増大に伴い「アニメ（その他）」から分割されていた。『おそ松くん』は「FC（少年）」扱い。
  - ユーリ C93（2017冬） - C101（2022冬）：サークル数の増大に伴い「アニメ（その他）」から分割されていた。
  - ガルパン C94（2018夏） -
  - アニメ（サンライズ） C60（2001夏） - C91（2016冬）: 『スーパーロボット大戦』もこのジャンルになる。『アイカツ!』については始めから「アニメ（その他）」として扱われていた。
    - トルーパー C36（1989夏） - C57（1999冬）
    - TIGER & BUNNY C82（2012夏） - C105（2024冬）
    - ガンダム C49（1995冬） -

### 小説
- FC（小説） : ライトノベルを題材にした二次創作など。池井戸潤・有川浩などの小説作品、夏目漱石・太宰治などの文学作品についてもここで扱う。ただし、『文豪ストレイドッグス』は「FC（少女・青年）」、『文豪とアルケミスト』は「ゲーム（ソーシャル女性向）」として扱う。

### その他
- 歴史・創作（文芸・小説） C82（2012夏） - 
  - 歴史 : ゲームはゲーム（歴史）での扱い。
  - 創作（文芸・小説） : オリジナル作品の小説など。
- 特撮・SF・ファンタジー : アメコミもこのジャンルになる。C90（2016夏）で廃止され、C91（2016冬）から特撮は「TV・映画・芸能」に合流して「TV・映画・芸能・特撮」に、それ以外は分野に応じて「各創作系」「各パロディ・二次創作系」「評論・情報」に分かれる。
- 鉄道・旅行・メカミリ : バスなど鉄道以外の交通機関、模型関連、写真、痛車、モータースポーツ、聖地巡礼もこのジャンルになる。ただし実際は、鉄道系は内容の近さから「評論・情報」、聖地巡礼系は「アニメ（その他）」または該当作品での申請も多い。また、鉄道擬人化などの現実に存在する物の擬人化や、鉄道関係のゆるキャラはこのジャンルで扱われる。位置情報ゲーム（『Pokémon GO』などの原作付き作品と、『ステーションメモリーズ!』など鉄道を題材にしたものは除く）は本ジャンルでの扱いであったが、C97からは「ゲーム（ネット・ソーシャル）」に移動。
- TV・映画・芸能・特撮 : C90（2016夏）までは「TV・映画・芸能」であったが、C91（2016冬）より特撮を、C93（2017冬）よりスポーツを統合して現ジャンルになった。ミュージカル（マンガ・アニメ・ゲーム原作含む）、AKB48グループやハロー!プロジェクトなどの女性アイドル、歌舞伎、ご当地武将隊、ご当地キャラもこのジャンルになる。C105（2024冬）までは「音楽（洋楽・邦楽・男性アイドル）」とジャンルの棲み分けが行われていたが、C106（2025夏）に同ジャンルを当ジャンルが統合することで、芸能関係全般を扱うジャンルとなった。
  - スポーツ C32 - C92（2017夏） : 競馬などのギャンブル関係（ゲームジャンルで扱うパチンコ・パチスロは除く）、F1もこのジャンルで扱っていたが、C91（2016冬）より前者は「評論・情報」に、後者は他のモータースポーツ同様「鉄道・旅行・メカミリ」に移動する。
  - 音楽（洋楽・邦楽・男性アイドル）  C91（2016冬）- C105（2024冬） : C91より以下の2ジャンルを統合。
    - 音楽（洋楽・邦楽）C46 - C90（2016夏） : 自主制作CDやレコードなどは「デジタル（その他）」扱い。
    - 音楽（男性アイドル） : ジャニーズ事務所（現：STARTO ENTERTAINMENT）所属のタレント（いわゆる「J禁」もの）はここに入る。K-POPなどのアジア系男性アイドルや、EXILEなどのジャニーズ事務所以外に所属するタレントは「音楽（洋楽・邦楽）」となる。
- オリジナル雑貨 : ドール・服飾・手芸関係や自主制作のアクセサリーなど。
- その他 : 他に該当するジャンルがない場合はこのジャンルとなる。ジャンルそのものの扱いが不確かなものに対するコードであり、複合ジャンルサークル、いわゆる「よろず」サークル（旧：コード99）を対象にしたものではない。通常はいずれかのジャンルに該当するため、本コード（いわゆるコード90あるいはコード900）での申請は認められない。過去に認められた例としては「パチンコ」「女装」など。そのいずれも、次の申し込みからは既存コードに振り分けられた。
C36における総合ジャンル廃止のため過渡的に設置されたよろずジャンルのコードはC38で既に廃止されており、かつ以降は複合ジャンルサークルのその他コード使用は認められていないため、書類不備として扱われる[3]。この場合は、活動に該当するジャンルから任意に選択して申し込むことになる。

## ジャンルコードの変遷

### 1980年代
- C31 1986年冬（年末）
  - 申込処理の効率化のため、ジャンルによる分類を導入
  - 当時設定されたジャンルは、創作（少年）、FC、パロディ、マイコンなどで、現在のような細分化はされていない。
- C32 1987年夏
  - 作品別のジャンルとしてC翼、聖矢、留美子などが設定される。
  - 創作の細分が少年・少女・女性・他から少年・少女・JUNE・総合・その他に細分化され、学漫が別ジャンルとなる。
  - マンガ評論・研究がマンガ評論・情報に名称変更される。
  - マンガFCおよびパロディが少年・少女・車田・その他・総合のFCジャンルに再編・細分化される。
  - アニメFC・アニパロ・アニメ研究・アニメ評論が、C翼・星矢・GM・J9・東映・サンライズ・名作・懐アニ・少女・アニメその他に再編される。
  - マイコンがマイコンとゲームに分裂する。フィギュア・ビデオが廃止される。
  - 文芸が怪奇・耽美・ミステリ・歴史・その他に細分化され、ファンタジー、栗本FCが新設される。実写が廃止される。
  - 音楽が洋楽・邦楽・アイドル・TV・その他に細分化される。スポーツが新設される。
  - 「その他」ジャンルが新設される。
  - 「美少女&エロ」が「美少女エロ」に名称変更される。
- C33 1987年冬
  - 電算処理のため数字2桁のジャンルコードが設定される。
  - 懐アニが廃止される。
- C34 1988年夏
  - 魔王伝・銀英伝のコードが新設される。
- C35 1989年春
  - アニメ（東映）・アニメ（サンライズ）・アニメ（名作）、アニメ（少女）、文芸（怪奇）、文芸（ミステリ）が廃止される。
  - 必殺・金パロ、その他田中芳樹のコードが新設される。
  - マイコンがコンピュータに名称変更される。
- C36 1989年夏
  - アニメ（GM）アニメ（J9）、FC（総合）、創作（総合）のコードが廃止される。
  - 総合ジャンル廃止を受けてよろずジャンルが設定される。
  - アニメ（トルーパー）、ファミコンのコードが新設される。
- C37 1989年冬
  - ジャンルコード番号の大幅な移動が行われる。
  - 文芸（歴史）・文芸（耽美）・文芸（その他）が文芸に再統合される。
  - ガレージキット、映画・外国TVが新設される。
  - メカ・ミリタリーが新設される。
  - 栗本FCが栗本に名称変更される。
  - 必殺・金パロと音楽（TV）が必殺・TVに統合される。
  - 美少女エロとエロがエロ・美少女とエロ・アニメに再編される。

### 1990年代
- C381990年夏
  - よろずジャンルがその他に再統合される。
  - FC（ジャンプ）がFC（その他）から新設される。
  - アニメ（シュラト）がアニメ（その他）から新設される。
  - エロ・美少女とエロ・アニメが創作（男性向）・男性向に再編される
  - その他田中芳樹が田中芳樹（その他）に名称変更される。
  - 文芸が文芸・歴史に名称変更される。
- C40 1991年夏
  - アニメ（ワタル・グランゾート）がアニメ（その他）から新設される。
- C41 1991年冬
  - TV・必殺がTV・必殺・芸能に名称変更される。
  - FC（車田）がFC（ジャンプ）に再統合される。
- C42 1992年夏
  - アーケードゲームが新設される。
  - マンガ（沈艦・マダラ）がマンガ（その他）から新設される。
  - 「魔法少女・ナディア」が新設される。
  - アニメその他からアニメ・補足一覧参照（コード53）が新設される。
  - FC（小説）が新設される。
  - アニメ（補足一覧参照）が新設される。
- C43 1992年冬
  - 魔法少女・ナディアが魔法少女に名称変更。
  - 栗本が廃止される。
- C44
  - 文芸・歴史が文芸・オリジナル小説と歴史に再分裂する。文芸・歴史のコードは歴史が引き継いだ。
  - SFとファンタジーが統合される。
  - TV・必殺・芸能が映画・外国TVと統合されTV・映画・芸能となった。
- C45
  - FC（幽遊白書）が新設される。
  - 創作（男性向）とアニメ（男性向）のコードが同一のものに統合される。コードのみの統合で、名称は別々に使用された。
  - アニメ（シュラト）が廃止される。
  - 小説（魔王伝）が小説（菊地秀行・魔王伝）に名称変更・対象拡大。銀英伝と田中芳樹（その他）も小説（田中芳樹・銀英伝）に統合される。
  - 魔法少女と留美子が統合され、魔法少女・留美子となる。
  - 小説（炎の蜃気楼）が新設される。
- C46
  - FC（SLAMDUNK）が新設される。
  - アニメ（その他）がTVアニメとOVA・その他に分裂する。
  - 小説（菊地秀行・魔王伝）は小説（菊地秀行）に、小説（田中芳樹・銀英伝）は小説（田中芳樹）に名称変更される。
  - 文芸・オリジナル小説が文芸に名称変更される。
  - 音楽（洋楽）と音楽（邦楽）が統合され音楽（洋楽・邦楽）となった。
- C47
  - 小説ジャンルで菊地秀行と田中芳樹が統合され田中芳樹・菊地秀行となった。コードは田中芳樹のものが継続使用された。
- C48 1995年夏
  - セーラームーンが魔法少女・留美子から新設される。
  - 魔法少女・留美子が魔法少女に変更される。これに伴い魔法少女と同じコード21の「補足一覧参照」ジャンルが新設される。（コード53の補足一覧参照とは別。）
  - ゲームジャンルの再編成が行われる。コンピュータ、ゲーム、アーケードゲーム、ファミコンが同人ソフト、ゲーム（電源不要）、ゲーム（格闘）、ゲーム（RPG）、ゲーム（その他）に再編成された。
  - 小説ジャンルの田中芳樹・菊地秀行が田中芳樹単独となった。
  - 　沈艦・マダラが廃止される。
- C49 1995年冬
  - ガンダムが新設される。
- C50 1996年夏
  - アニメジャンルの再編成が行われる。補足一覧参照（コード21およびコード53）、魔法少女、TVアニメ、OVAその他、シュラト、がアニメ（少年）・アニメ（少女）・アニメ（その他）に再編成される。
  - ゲーム（育成）が新設される。

### 2000年代
- C60 2001年夏[4]
  - ジャンルコードが3ケタに拡充される。
  - FC（ジャンプ）からNARUTOを分離
  - SNK（格闘）をゲーム（格闘）に統合
  - ゲーム（育成）をゲーム（恋愛） に名称変更
  - ギャルゲーPCからLeaf&Keyを分離。
  - 評論・情報から旅行を分離し、鉄道・旅行・メカミリに再編・統合
- C61 2001年冬
  - 特撮を特撮（その他）と特撮（補足参照） の2つに分割
- C63 2002年冬
  - FC（ジャンプ）からテニスの王子様を分離
- C64 2003年夏
  - 冨樫義博、封神演義をFC（ジャンプその他）に統合
  - SLAM DUNK解体、FC（ジャンプその他）より分離したFC（ジャンプ球技）に統合
  - スクウェア＆アトラス（RPG）がスクウェア（RPG）に名称変更、アトラス作品はゲーム（RPG）へ統合
  - エニックスのRPG作品がスクウェア（RPG）での扱いになる。
  - ゲーム（電源不要＆オンライン）をゲーム（電源不要）とオンラインゲームに分割
- C66 2004年夏
  - 2003年にエニックスと合併したことにより、スクウェア（RPG）をスクウェア・エニックス（RPG）に名称変更
- C67 2004年冬
  - FC（ガンガン）から鋼の錬金術師を分離
- C68 2005年夏
  - ギャルゲーPCからTYPE-MOONを分離。
  - ギャルゲーCSとギャルゲーPCを統合しギャルゲーへ名称変更
  - SF・ファンタジー、特撮その他、特撮（補足参照）を統合し、特撮・SF・ファンタジーへ名称変更
  - FC（コロコロ）解体。主にアニメその他、FC（少年）に合流。
- C71 2006年冬
  - 神羅万象を、鉄道・旅行・メカミリからアニメ（その他）で取り扱うように変更
- C72 2007年夏
  - ジャンルの曜日毎の割振りの全体的な見直し
  - FC（ジャンプその他）からREBORN!、銀魂を分離
  - パチンコ・パチスロは、スポーツからゲーム（その他）で取り扱うように変更
- C73 2007年冬
  - 創作（少女）からドール・服飾・アクセサリーを分離
  - ゲーム（その他）からゲーム（歴史）を分離
  - ジャンプ系ミュージカルはすべてFC（ジャンプその他）で取り扱うように変更
- C74 2008年夏
  - ドール・服飾・アクセサリーをアクセサリーに名称変更
- C75 2008年冬
  - ジャンルコードの大幅な変更が行われる。
  - ブロッコリー（『デ・ジ・キャラット』、『ギャラクシーエンジェル』など）をギャルゲーからアニメ（その他）で取り扱うように変更
  - サクラ大戦をギャルゲーからゲーム（その他）で取り扱うように変更
  - モンスターハンターシリーズをオン、オフラインに関わらず全てゲーム（その他）で取り扱うように変更
- C76 2009年夏
  - 同人ソフトが創作（デジタル・その他）、同人ソフト、東方Projectの3つに分割される。
  - アニメ・漫画・小説原作のミュージカルはTV・映画・芸能で取り扱うように変更
- C77 2009年冬
  - FC（青年）よりヘタリアを分離
  - ジャンプ（球技）をFC（ジャンプその他）に統合
  - 創作（デジタル・その他）の名称をデジタル（その他）に変更

### 2010年代
- C78 2010年夏
  - 「アクセサリー」を「オリジナル雑貨」に名称変更
  - 『スレイヤーズ』を「アニメ（その他）」から「FC（小説）」で取り扱うように変更
- C80 2011年夏
  - 「鋼の錬金術師」を「FC（ガンガン）」に統合
  - 「歌舞伎」を「歴史」から「TV・映画・芸能」で取り扱うように変更
- C82 2012年夏
  - 「創作（JUNE）」を「創作（JUNE/BL）」に名称変更
  - 「デジタル（その他）」から「コスプレ」を分離。これに伴い「デジタル（その他）」と「同人ソフト」の補足一覧を整理
  - 「ゲーム（格闘）」を「ゲーム（その他）」に統合
  - 「アニメ（サンライズ）」から「TIGER & BUNNY」を分離
  - 「歴史」と「創作（文芸・小説）」を「歴史・創作（文芸・小説）」に統合
- C83 2012年冬
  - 『ファイナルファンタジーXI』、『ファイナルファンタジーXIV』を「オンラインゲーム」から「スクウェア・エニックス（RPG）」で取り扱うように変更
- C84 2013年夏
  - 日程割りの大規模な変更[注 7]、補足一覧の大幅な見直しが行われる。
  - 『戦国大戦』、『三国志大戦』を「ゲーム(歴史)」から「ゲーム(その他)」で取り扱うように変更
- C85 2013年冬
  - ジャンプ系ジャンルの再編
    - 「ジャンプ(球技)」が復活
    - 「ワンピース」「NARUTO」「REBORN!」を「ジャンプ(その他)」に統合

  - 日程割りの大規模な変更が行われる[注 7]。
- C86 2014年夏
  - 「Leaf&Key」を「ギャルゲー」に統合
  - 「オンラインゲーム」から「艦これ」を分離
- C89 2015年冬
  - 「ゲーム（恋愛）」から「刀剣乱舞」を分離
- C91 2016年冬
  - 大幅なジャンル統廃合・ジャンルコードの振り直し
  - 「ギャルゲー」から「アイドルマスター」「ラブライブ!」を分離
  - 「アニメ（その他）」から「おそ松さん」を分離
  - ジャンプ系ジャンルを再編し、「FC（ジャンプその他）」「ワールドトリガー」「黒子のバスケ」「ハイキュー!!」に
  - ゲーム関連ジャンルを再編し、「ゲーム（歴史）」が「ゲーム（その他）」に統合、「ゲーム（恋愛）」から「あんさんぶるスターズ!」を分離
  - 「音楽（洋楽・邦楽）」「音楽（男性アイドル）」を「音楽（洋楽・邦楽・男性アイドル）」に統合
  - 「FC（少年）」に「FC（ガンガン）」を統合、「弱虫ペダル」「進撃の巨人」「ダイヤのA」を分離
  - 「FC（少女）」と「FC（青年）」を「FC（少女・青年）」に統合、「血界戦線」を分離
  - 「特撮・SF・FT」を廃止、特撮については「TV・映画・芸能」と統合し「TV・映画・芸能・特撮」に
- C92 2017年夏
  - 「アニメ（サンライズ）」を「アニメ（その他）」に統合
  - ONEの作品（『ワンパンマン』『モブサイコ100』等）を「FC（少年）」で取り扱うように変更
- C93 2017年冬
  - 「アニメ（その他）」から「ユーリ」を分離
  - 「スポーツ」を「TV・映画・芸能・特撮」に統合
  - 「ゲーム（恋愛）」を再編し、「ゲーム（ソーシャル女性向）」を分離
- C94 2018年夏
  - 「アニメ（その他）」から「ガルパン」「アニメ（少女）」を分離
  - 「ダイヤのA」を「FC（少年）」に統合
- C95 2018年冬
  - 「ゲーム（ネット・ソーシャル）」から「アズールレーン」を分離
  - 『一血卍傑』の扱いを「ゲーム（ソーシャル女性向）」に変更
- C96 2019年夏
  - 「FC（少年）」から「名探偵コナン」を分離
  - 「弱虫ペダル」を「FC（少年）」に統合
- C97 2019年冬
  - 「ワールドトリガー」「血界戦線」を「FC（ジャンプその他）」に統合
  - 「おそ松さん」を「アニメ（その他）」に統合
  - 位置情報ゲーム（『Ingress』『駅メモ』等）『ガールフレンド（仮）』『俺タワー』『あんさんぶるガールズ!』『御城プロジェクト』『かんぱに☆ガールズ』『戦国MURAMASA』『マギアブレイク』の扱いを「ゲーム（ネット・ソーシャル）」に変更
  - 『Sound Horizon』『ツキノプロ（『ツキウタ。』シリーズ等）』『ACTORS』『AR performers』の扱いを「アニメ（その他）」に変更

### 2020年代
- C98 2020年GWを予定していたが中止
  - 「デジタル（その他）」から「VTuber」を分離
- C99 2021年GW予定→2021年冬に延期
  - 「あんさんぶるスターズ！」を「ゲーム（ソーシャル女性向）」に統合
  - 「進撃の巨人」を「FC（少年）」に統合
- C100 2022年夏
  - 「黒子のバスケ」「ハイキュー！！」「ヘタリア」を「FC（ジャンプその他）」に統合
  - 「ゲーム（恋愛）」を「ゲーム（ソーシャル女性向）」に統合し、「ゲーム（恋愛・ソーシャル女性向）」に名称変更
- C101 2022年冬
  - 「ゲーム（ネット・ソーシャル）」から「ウマ娘」を分離
- C102 2023年夏
  - 「ユーリ」を「アニメ（その他）」に統合
- C103 2023年冬
  - 「ゲーム（ネット・ソーシャル）」から「ブルーアーカイブ」を分離
- C104 2024年夏
  - ジャンル統廃合の実施なし
- C105 2024年冬
  - ジャンル統廃合の実施なし
- C106 2025年夏
  - 「TIGER&BUNNYを「アニメ（その他）」に統合
  - 「音楽（洋楽・邦楽・男性アイドル）」を「TV・映画・芸能・特撮」に統合
  - 「名探偵コナン」を「FC（少年）」に統合